# Vu Quang
|  | Denne artikel er oprettet af botten PalnaBot ud fra en ekstern database. Den kan derfor have sproglige fejl eller mangler. Denne skabelon kan fjernes efter kontrol af indholdet. |

Vu Quang er en dokumentarfilm instrueret af Henrik Grunnet efter manuskript af Henrik Grunnet.

## Handling
Vu Quang er en film om opdagelsen af nye pattedyrsarter i det centrale Vietnam. Filmen følger biologernes arbejde i junglen og på DNA-laboratoriet i København. To dyr bliver også indfanget, men kan ikke overleve i fangenskab.